# Ophioscion costaricensis
Ophioscion costaricensis es una especie de pez de la familia Sciaenidae en el orden de los Perciformes.

## Hábitat
Es un pez de clima tropical y demersal.

## Distribución geográfica
Se encuentra en el Océano Atlántico occidental: Costa Rica y Surinam.

## Observaciones
Es inofensivo para los humanos.